# Hartmut Neuendorff
Hartmut Neuendorff (* 30. Januar 1940 in Siegen) ist ein deutscher Soziologe und emeritierter Hochschullehrer.
Er arbeitete zunächst als Wissenschaftlicher Mitarbeiter am Institut für Soziologie der Freien Universität Berlin und am Soziologischen Seminar der Universität Frankfurt am Main. 1971 wurde Neuendorff in Soziologie promoviert und arbeitete dann am Max-Planck-Institut zur Erforschung der Lebensbedingungen der wissenschaftlich-technischen Welt.
Nach seiner Habilitation wurde er 1975 auf den Lehrstuhl für Soziologie, insbesondere Arbeitssoziologie der Wirtschafts- und Sozialwissenschaftlichen Fakultät der Technischen Universität Dortmund berufen, deren Dekan er 1996 bis 2004 war.
Arbeitsschwerpunkte sind Industriesoziologie, Arbeitssoziologie, Bewusstseinsformen und Mentalitäten, Wissens- und Wissenschaftssoziologie, Flexibilisierung der Arbeit, neue Erwerbsbiographien, regionale Entwicklung des Ruhrgebiets, Methoden der rekonstruktiven Sozialforschung.
Neuendorff lebt in Dortmund.